# بسيمة
بسيمة هي قرية سورية تقع على الحدود اللبنانية السورية وتحديدا في منطقة وادي بردى.
قرية في وادي بردى، تتبع ناحية قدسيا، مركز منطقة ومحافظة ريف دمشق.
تقع على الجانب الأيسر لوادي بردى، عند التقاء وادي بسيمة بنهر بردى، يشرف عليها شمالاً جبل ظهر البرغوث، تبعد 6كم شمال قدسيا. إعمارها قديم ففي شمالها الشرقي أعمدة وقبور وبقايا أقنية لجر المياه. بيوتها القديمة من الحجارة والطين والخشب والحديثة من الأسمنت انتشرت على امتداد طريق دمشق ـ وادي بردى ـ الزبداني. يعتمد معظم السكان على موارد الاصطياف وعلى زراعة التين والكروم بعلاً، والمشمش والتفاح والخوخ والجوز رياً. تشرب من شبكة مائية تستمد مياهها من الآبار. تتصل ببلدة قدسيا وبمدينة دمشق بطريق مزفتة.